# Coupe du monde de marche 2006
Navigation
Naumburg 2004 Cheboksary 2008
La 22e édition de la Coupe du monde de marche s'est déroulée les 13 et 14 mai 2006 dans les rues de La Corogne, en Espagne.

## Tableau des médailles
| Rang | Nation      | Or | Argent | Bronze | Total |
| ---- | ----------- | -- | ------ | ------ | ----- |
| 1    | Russie      | 6  | 2      | 4      | 12    |
| 2    | Espagne     | 3  | 1      | 1      | 5     |
| 3    | Biélorussie | 1  | 1      | 2      | 4     |
| 4    | Chine       | 0  | 1      | 3      | 4     |
| 5=   | Équateur    | 0  | 1      | 0      | 1     |
| 5=   | Norvège     | 0  | 1      | 0      | 1     |
| 5=   | Australie   | 0  | 1      | 0      | 1     |
| 5=   | Pologne     | 0  | 1      | 0      | 1     |
| 5=   | Ukraine     | 0  | 1      | 0      | 1     |
|      | Total       | 10 | 10     | 10     | 30    |

## Podiums

### Hommes
| Épreuve                   | Or                                                      | Argent                                        | Bronze                                     |
| ------------------------- | ------------------------------------------------------- | --------------------------------------------- | ------------------------------------------ |
| 10 km juniors             | Sergey Morozov Russie 40 min 26 s                       | Miguel Ángel López Espagne 41 min 41 s        | Aleksey Grigoryev Russie 41 min 52 s       |
| 10 km juniors par équipes | Russie 4 pts                                            | Biélorussie 14 pts                            | Espagne 28 pts                             |
| 20 km                     | Francisco Javier Fernández Espagne 1 h 18 min 31 s (SB) | Jefferson Pérez Équateur 1 h 19 min 08 s (SB) | Han Yucheng Chine 1 h 19 min 10 s          |
| 20 km par équipes         | Espagne 33 pts                                          | Australie 37 pts                              | Russie 37 pts                              |
| 50 km                     | Denis Nizhegorodov Russie 3 h 38 min 02 s (CR)          | Trond Nymark Norvège 3 h 41 min 30 s (NR)     | Yuriy Andronov Russie 3 h 42 min 38 s (SB) |
| 50 km par équipes         | Espagne 20 pts                                          | Pologne 38 pts                                | Chine 39 pts                               |

### Femmes
| Épreuve                   | Or                                           | Argent                                        | Bronze                               |
| ------------------------- | -------------------------------------------- | --------------------------------------------- | ------------------------------------ |
| 10 km juniors             | Vera Sokolova Russie 44 min 49 s             | Alexandra Kudryashova Russie 44 min 52 s      | Chai Xue Chine 45 min 04 s           |
| 10 km juniors par équipes | Russie 3 pts                                 | Ukraine 11 pts                                | Biélorussie 15 pts                   |
| 20 km                     | Ryta Turava Biélorussie 1 h 26 min 27 s (CR) | Olimpiada Ivanova Russie 1 h 27 min 26 s (SB) | Irina Petrova Russie 1 h 27 min 46 s |
| 20 km par équipes         | Russie 10 pts                                | Chine 19 pts                                  | Biélorussie 25 pts                   |